# L3 Technologies
L3 Technologies, ehemals L-3 Communications Corporation war ein US-amerikanisches Unternehmen, das Dienstleistungen und Produkte in ISR-Systemen anbot, sichere Kommunikationssysteme und Produkte, Telemetrie, Navigationsprodukte und Instrumente für Navigation, Raumfahrt und Flugwesen. Der Hauptsitz des Unternehmens befand sich in New York City (New York, Vereinigte Staaten). 2019 fusionierte das Unternehmen mit der Harris Corporation und ging so in dem neuen Unternehmen L3Harris Technologies auf.

## Geschichte
L-3 Communications wurde 1997 gegründet aus dem Erwerb von Geschäftsbereichen, die dem Verkauf infolge der Fusion zwischen den Unternehmen Loral Corporation und Lockheed Martin entstammen.
Das Tochterunternehmen L3 Communications Security and Detection Systems war ein Hersteller von Körperscannern. Dieses war auch Hersteller der Scanner, die seit September 2010 am Flughafen Hamburg getestet wurden.
Das Unternehmen stand im Verdacht, Projektile und Zünder für international geächtete Streubomben herzustellen.
Im März 2013 wurde ein chinesischer Staatsbürger von einem US-Bundesgericht zu 5 Jahren und 10 Monaten Haft verurteilt, weil es das Gericht als erwiesen ansah, dass er während seiner Tätigkeit für das Unternehmen tausende Dateien und Teile eines militärischen Leitsystems, das L-3 Communications entwickelt hatte, in die Volksrepublik China gebracht hatte.
Im April 2010 erwarb L-3 Communications das Unternehmen Insight Technology und integrierte es in die neue Sparte Warrior Systems welche auch weitere Unternehmen wie EOTech zusammenfasste.
Zum 1. Juni 2015 verkaufte L-3 Communications seine Marinesparte Marine Systems International mit den Tochterunternehmen SAM Electronics, Valmarine, Lyngsø Marine, Dynamic Positioning & Control Systems, Jovyatlas Euroatlas, ELAC Nautik, FUNA, GA International and APSS für 295 Millionen Euro an das finnische Unternehmen Wärtsilä.
Am 31. Dezember 2016 wurde das Unternehmen in L3 Technologies, Inc. umbenannt.
Im Jahr 2019 fusionierte das Unternehmen mit der Harris Corporation und wurde in L3Harris Technologies umbenannt.

## Unternehmen
In Deutschland hatte das Unternehmen Niederlassungen in Starnberg (Magnet-Motor GmbH) und in Pfullingen (Narda Safety Test Solutions GmbH). 
Zu den Kunden gehörten das Verteidigungsministerium der Vereinigten Staaten, das Ministerium für Innere Sicherheit der Vereinigten Staaten, einige US-amerikanische Geheimdienstbehörden sowie kommerzielle Telekommunikationsunternehmen.